# Baldwiniella kealeensis
Baldwiniella kealeensis là một loài Rêu trong họ Neckeraceae. Loài này được (Reichardt) E.B. Bartram miêu tả khoa học đầu tiên năm 1933.